# Зелені (Люксембург)
Зелені  (люксемб. Déi Gréng, фр. Les Verts, нім. Die Grünen) — люксембурзька зелена політична партія. Партія була створена у 1983 році. Партія має 7 місць із 60 у парламенті Люксембургу та 1 місце із 6 виділених для Люксембургу в Європарламенті (входить до фракції Зелені — Європейський вільний альянс).

## Історія
Партія Зелені була заснована 23 червня 1983 року. На виборах 1984 року партія отримала два місця в Палаті депутатів. У 1985 році в партії стався розкол на дві частини, одна називалася «GLEI» (Зелений список, екологічна ініціатива) а інша «GAP» (Зелена альтернативна партія). Вони брали участь окремо у виборах 1989 року, де кожна отримала два місця.
У 1994 році обидві партії виставили єдиний список на виборах, і виграли п'ять місць у парламенті, отримавши майже 11 % голосів і ставши четвертою силою в парламенті. На європейських виборах, які збіглися з національними, партія отримала одне з шести місць, виділених для Люксембургу. У 1995 році обидві партії об'єдналися офіційно.
На виборах до Європарламенту у червні 2009 року партія Зелені отримала 16,83 % голосів виборців.